# Красноборский район
Краснобо́рский райо́н — административно-территориальная единица (район) и муниципальное образование (муниципальный район) в составе Архангельской области Российской Федерации.
Административный центр — село Красноборск, которое находится на берегу Северной Двины у впадения в неё реки Уфтюга.

## География
Красноборский район приравнен к районам Крайнего Севера.
Муниципальный район расположен в юго-восточной части Архангельской области, площадь его территории — 9,47 тыс. км².
Граничит:
- на западе с Устьянским районом
- на севере с Верхнетоемским районом
- на северо-востоке с Удорским районом республики Коми
- на востоке c Ленским районом
- на юге с Котласским районом

В районе протекают 113 рек и постоянно текущих ручьёв, все относятся к бассейну Белого моря. Главная река — Северная Двина. Также по территории района протекают реки Уфтюга, Устья, Пинега, Большой Утюкс, Ёнтала, Лахома, Лябля, Евда, Шичуга, Ериха, Лудонга, Тядема, Ракулка.
К району относится Уфтюго-Илешский заказник.

## История
Район образован 10 апреля 1924 года в составе Северо-Двинской губернии РСФСР с центром в Красноборске. В состав района вошли территории Алексеевской, Белослудской, Березонаволоцкой, Великосельской, Верхнеуфтюжской и Вешкурской волостей Сольвычегодского уезда и часть территории Забелинской волости Великоустюжского уезда. Район первоначально включал 15 сельсоветов: Алексеевский, Белослудский, Березо-Наволоцкий, Верхне-Уфтюжский, Вешкурский, Деревеньский, Ляпуновский, Новошинский, Петраковский, Тарасовский, Телеговский, Усть-Евдский, Цивозерский, Шеломянский и Щелкановский.
В 1925 году были упразднены Тарасовский и Щелкановский с/с, образованы Кулижский, Пермогорский и Шиловский с/с, а Вешкурский с/с был передан в Котласский район.
В январе 1929 года район вместе со всей бывшей Северо-Двинской губернией вошёл в состав Северного края. В июле 1929 года был образован Северо-Двинский округ. Постановлением ВЦИК СССР от 30.07.1931 Красноборский район был упразднён, а его территории вошла в состав Котласского (Алексеевский, Белослудский, Березо-Наволоцкий, Верхне-Уфтюжский, Деревеньский, Ляпуновский, Петраковский, Телеговский, Усть-Евдский, Цивозерский, Шеломянский с/с) и Черевковского (Кулижский, Новошинский, Пермогорский и Шиловский с/с) районов.
В марте 1935 года Красноборский район был восстановлен. В его состав вошли Алексеевский, Белослудский, Березо-Наволоцкий, Верхне-Уфтюжский, Деревеньский, Кулижский, Ляпуновский, Пермогорский, Петраковский, Телеговский, Усть-Евдский, Цивозерский, Шеломянский и Шиловский с/с. С 1936 года район входил в Северную область, которая 23 сентября 1937 года была разделена на Архангельскую и Вологодскую области.
6 июня 1941 года из Черевковского района в Красноборский был передан Новошинский с/с. В 1947 году был образован Юрье-Наволоцкий с/с.
В 1954 году были упразднены Деревеньский, Кулижский, Ляпуновский, Петраковский, Цивозерский и Шиловский с/с. В 1958 году был упразднён Юрье-Наволоцкий с/с.
В 1959 году к Красноборскому району был присоединёны Ляховский, Холмовский, Черевковский и Ракульский сельсоветы упразднённого Черевковского района.
В 1960 году были упразднены Телеговский, Усть-Евдский и Холмовский с/с.
В феврале 1963 года был образован Красноборский сельский район.
Указом Президиума Верховного Совета РСФСР от 12.01.1965 и решением О. И. К. от 18.01.1965 Красноборский сельский район был упразднён и образован Красноборский район с центром в селе Красноборск. В том же году был упразднён Шеломянский с/с и образован Телеговский с/с. Ляховский с/с был передан в Верхнетоемский район (в 1982 году возвращён обратно).
В 1971 году был образован Куликовский с/с, упразднён Ракульский с/с.
К 2000 году район включал 10 с/с: Алексеевский, Белослудский, Березонаволоцкий, Верхнеуфтюжский, Куликовский, Ляховский, Новошинский, Пермогорский, Телеговский и Черевковский.
Границы Красноборского муниципального района установлены законом Архангельской области от 23 сентября 2004 года.

## Население
| 2002    | 2007    | 2008    | 2009    | 2010    | 2011    | 2012    | 2013    | 2014    |
| ------- | ------- | ------- | ------- | ------- | ------- | ------- | ------- | ------- |
| 17 144  | ↘15 900 | ↘15 784 | ↘15 647 | ↘13 815 | ↘13 764 | ↘13 382 | ↘13 117 | ↘12 893 |
| 2015    | 2016    | 2017    | 2018    | 2019    | 2020    | 2021    | 2023    |         |
| ↘12 593 | ↘12 322 | ↘12 008 | ↘11 815 | ↘11 609 | ↘11 415 | ↘10 683 | ↘10 234 |         |

У жителей Красноборского района в выборке «Красноборск» на первом месте находится Y-хромосомная гаплогруппа N1a1a-M178 (36,3 %). На втором месте находится гаплогруппа R1a1-M198 — 19,8 % (R1a1a* — 12,1 %, R1a1a1g1-M458 — 7,7 %), на третьем — гаплогруппа I1-M253 (12,1 %), на четвёртом — гаплогруппа I2a1-P37.2 (9,9 %), на пятом — гаплогруппа R1b1a2-M269 (6,6 %), на шестом — гаплогруппа J2* (5,5 %), на седьмом и восьмом месте — гаплогруппы N1a2b-P43 и I* — по 3,3 %. В Белой Слуде обнаружена экстремально высокая частота типичной для Европы Y-хромосомной гаплогруппы I — 50 %, а в близкой к ней Красноборской популяции её частота достигает 25,3 %, в то же время в популяции Пинега (Нюхча) она составляет 5,3 % и не обнаружена в популяции Мезень в Лешуконском районе. Y-хромосомная гаплогруппа N1c1 в Белой Слуде достигает 28,6 %, R1a — 18 %. В Белой Слуде частота Y-хромосомной гаплогруппы Е составляет 3,6 %, тогда как в популяциях Красноборск, Пинега и Мезень она отсутствует.

### Национальный состав
По итогам переписи населения 2020 года проживали следующие национальности (национальности менее 0,1 % и другое, см. в сноске к строке «Другие»):
| Национальность | Численность, чел. | Доля     |
| -------------- | ----------------- | -------- |
| Русские        | 10 441            | 97,73 %  |
| Украинцы       | 33                | 0,31 %   |
| Цыгане         | 16                | 0,15 %   |
| Другие         | 193               | 1,81 %   |
| Итого          | 10 683            | 100,00 % |

## Административное деление
В Красноборский район как административно-территориальную единицу области входят 10 сельсоветов (в границах которых как правило были образованы одноимённые сельские поселения): Белослудский, Куликовский, Пермогорский, Телеговский сельсоветы (в границах которых образованы одноимённые сельские поселения); а также Алексеевский и Новошинский сельсоветы (в границах которых образовано Алексеевское сельское поселение); Верхнеуфтюгский и Березонаволоцкий сельсоветы (в границах которых образовано Верхнеуфтюгское сельское поселение); Черевковский и Ляховский сельсоветы (в границах которых образовано Черевковское сельское поселение).
В Красноборский муниципальный район входит 7 муниципальных образований со статусом сельских поселений.
| № | Муниципальное образование | Административный центр | Количество населённых пунктов | Население (чел.) | Площадь (км²) |
| - | ------------------------- | ---------------------- | ----------------------------- | ---------------- | ------------- |
| 1 | Алексеевское              | село Красноборск       | 50                            | ↘4973            | 1056,00       |
| 2 | Белослудское              | деревня Большая Слудка | 44                            | ↘409             | 1112,00       |
| 3 | Верхнеуфтюгское           | село Верхняя Уфтюга    | 73                            | ↘331             | 1615,00       |
| 4 | Куликовское               | посёлок Куликово       | 8                             | ↘623             | 3774,00       |
| 5 | Пермогорское              | деревня Большая        | 35                            | ↘536             | 377,10        |
| 6 | Телеговское               | деревня Ершевская      | 43                            | ↘1320            | 385,30        |
| 7 | Черевковское              | село Черевково         | 87                            | ↘2042            | 1154,50       |

## Населённые пункты
В Красноборском районе 340 населённых пунктов.
| №   | Населённый пункт      | Тип     | Население | Муниципальное образование |
| --- | --------------------- | ------- | --------- | ------------------------- |
| 1   | Аверкиевская          | деревня | ↘12       | Черевковское              |
| 2   | Агарковская           | деревня | →0        | Верхнеуфтюгское           |
| 3   | Аксиньинская          | деревня | ↘13       | Черевковское              |
| 4   | Алексеевская          | деревня | ↗84       | Алексеевское              |
| 5   | Алексеевская          | деревня | →0        | Белослудское              |
| 6   | Алексеевская          | деревня | ↘19       | Черевковское              |
| 7   | Алтуновская           | деревня | 2         | Пермогорское              |
| 8   | Алферовская           | деревня | →0        | Верхнеуфтюгское           |
| 9   | Алферовская           | деревня | ↘10       | Черевковское              |
| 10  | Андреевская           | деревня | ↘111      | Черевковское              |
| 11  | Андрияново            | деревня | ↘18       | Верхнеуфтюгское           |
| 12  | Андроновская          | деревня | 2         | Пермогорское              |
| 13  | Андрюшинская          | деревня | →0        | Куликовское               |
| 14  | Анфаловская           | деревня | →0        | Верхнеуфтюгское           |
| 15  | Артюшинская           | деревня | ↘0        | Верхнеуфтюгское           |
| 16  | Астафьевская          | деревня | ↘20       | Черевковское              |
| 17  | Байны                 | деревня | ↘3        | Черевковское              |
| 18  | Барановская           | деревня | ↘2        | Верхнеуфтюгское           |
| 19  | Бегулинская           | деревня | 21        | Телеговское               |
| 20  | Бекетовская           | деревня | ↘5        | Алексеевское              |
| 21  | Белослудский Погост   | деревня | →0        | Белослудское              |
| 22  | Бердиловская          | деревня | ↘0        | Верхнеуфтюгское           |
| 23  | Березник              | деревня | →0        | Белослудское              |
| 24  | Берёзовка             | посёлок | ↘50       | Алексеевское              |
| 25  | Березонаволок         | деревня | ↘134      | Верхнеуфтюгское           |
| 26  | Бернятино             | деревня | →0        | Верхнеуфтюгское           |
| 27  | Блешково Верхнее      | деревня | ↗19       | Черевковское              |
| 28  | Бобровская            | деревня | ↘2        | Белослудское              |
| 29  | Больница              | деревня | ↗1        | Верхнеуфтюгское           |
| 30  | Большая               | деревня | 416       | Пермогорское              |
| 31  | Большая Алешинская    | деревня | ↘7        | Черевковское              |
| 32  | Большая Вахневская    | деревня | ↘1        | Черевковское              |
| 33  | Большая Воронцовская  | деревня | 4         | Пермогорское              |
| 34  | Большая Горка         | деревня | →4        | Верхнеуфтюгское           |
| 35  | Большая Иховалжа      | деревня | →0        | Куликовское               |
| 36  | Большая Клецовская    | деревня | ↘22       | Черевковское              |
| 37  | Большая Крапивинская  | деревня | ↗1        | Верхнеуфтюгское           |
| 38  | Большая Кузьминская   | деревня | ↘34       | Черевковское              |
| 39  | Большая Наговицинская | деревня | 2         | Телеговское               |
| 40  | Большая Парфеновская  | деревня | 4         | Пермогорское              |
| 41  | Большая Пихтовица     | деревня | ↘0        | Алексеевское              |
| 42  | Большая Сверчевская   | деревня | 2         | Пермогорское              |
| 43  | Большая Слудка        | деревня | ↘408      | Белослудское              |
| 44  | Большая Шадринская    | деревня | ↘68       | Черевковское              |
| 45  | Большие Шаманы        | деревня | 0         | Телеговское               |
| 46  | Большое Мурашкино     | деревня | ↘4        | Черевковское              |
| 47  | Большое Петраково     | деревня | ↘2        | Верхнеуфтюгское           |
| 48  | Большое Сокольниково  | деревня | ↘0        | Белослудское              |
| 49  | Большое Шипицыно      | деревня | ↗1        | Белослудское              |
| 50  | Большой Березник      | деревня | 1         | Телеговское               |
| 51  | Борисовская           | деревня | ↘5        | Черевковское              |
| 52  | Боровинка             | деревня | →0        | Верхнеуфтюгское           |
| 53  | Бородинская           | деревня | ↘1        | Черевковское              |
| 54  | Борок                 | деревня | ↗5        | Верхнеуфтюгское           |
| 55  | Ботнево               | деревня | →0        | Верхнеуфтюгское           |
| 56  | Брюшинская            | деревня | 0         | Пермогорское              |
| 57  | Васево                | деревня | →0        | Верхнеуфтюгское           |
| 58  | Васильевская          | деревня | ↗9        | Белослудское              |
| 59  | Васильцово            | деревня | 0         | Телеговское               |
| 60  | Великодворская        | деревня | ↘3        | Верхнеуфтюгское           |
| 61  | Великое Село          | деревня | 0         | Пермогорское              |
| 62  | Верхнее Мышино        | деревня | ↘15       | Черевковское              |
| 63  | Верхнее Шилово        | деревня | 219       | Пермогорское              |
| 64  | Верхняя Сергиевская   | деревня | ↘104      | Черевковское              |
| 65  | Верхняя Уфтюга        | село    | ↘319      | Верхнеуфтюгское           |
| 66  | Вершина               | деревня | ↘80       | Белослудское              |
| 67  | Власовская            | деревня | 4         | Телеговское               |
| 68  | Волчий Ручей          | деревня | →0        | Алексеевское              |
| 69  | Ворлыгинская          | деревня | →0        | Алексеевское              |
| 70  | Вотежица              | деревня | 21        | Телеговское               |
| 71  | Вторая Горка          | деревня | ↗4        | Верхнеуфтюгское           |
| 72  | Вторая Едома          | деревня | 0         | Пермогорское              |
| 73  | Высокий Двор          | деревня | →0        | Верхнеуфтюгское           |
| 74  | Выставка из Кузнецова | деревня | →0        | Белослудское              |
| 75  | Вяткино               | деревня | →0        | Верхнеуфтюгское           |
| 76  | Гавриловская          | деревня | ↘10       | Черевковское              |
| 77  | Глубокий Ручей        | деревня | ↘6        | Алексеевское              |
| 78  | Гольневская           | деревня | ↘2        | Верхнеуфтюгское           |
| 79  | Городищенская         | деревня | ↘119      | Телеговское               |
| 80  | Горчинская            | деревня | ↘55       | Телеговское               |
| 81  | Грибановская          | деревня | ↘4        | Белослудское              |
| 82  | Григорьевская         | деревня | ↘12       | Черевковское              |
| 83  | Гришинская            | деревня | 0         | Телеговское               |
| 84  | Гришинская            | деревня | ↘6        | Черевковское              |
| 85  | Гришки-Кубино         | деревня | →0        | Черевковское              |
| 86  | Губинская             | деревня | ↗1        | Верхнеуфтюгское           |
| 87  | Гурьевская            | деревня | ↘6        | Черевковское              |
| 88  | Давыдково             | деревня | ↘2        | Белослудское              |
| 89  | Давыдовская           | деревня | →0        | Черевковское              |
| 90  | Даньковская           | деревня | ↗18       | Черевковское              |
| 91  | Демидовская           | деревня | ↘3        | Белослудское              |
| 92  | Демьяновская          | деревня | ↘75       | Черевковское              |
| 93  | Деревенька            | деревня | 7         | Телеговское               |
| 94  | Дмитриевская          | деревня | ↘6        | Черевковское              |
| 95  | Долгополовская        | деревня | ↘7        | Алексеевское              |
| 96  | Дом у Пилорамы        | хутор   | ↘2        | Алексеевское              |
| 97  | Домановская           | деревня | ↘0        | Верхнеуфтюгское           |
| 98  | Дорожинская           | деревня | ↘8        | Черевковское              |
| 99  | Драчевская            | деревня | 6         | Пермогорское              |
| 100 | Дябрино               | посёлок | ↘374      | Алексеевское              |
| 101 | Емельяновская         | деревня | 0         | Телеговское               |
| 102 | Емельяновская         | деревня | ↘82       | Черевковское              |
| 103 | Емельяновская         | деревня | ↘19       | Черевковское              |
| 104 | Ереминская            | деревня | ↗1        | Белослудское              |
| 105 | Ермаковская           | деревня | ↗5        | Верхнеуфтюгское           |
| 106 | Ермолинская 1-я       | деревня | ↗27       | Черевковское              |
| 107 | Ермолинская 2-я       | деревня | ↗18       | Черевковское              |
| 108 | Ершевская             | деревня | 589       | Телеговское               |
| 109 | Ефимовская            | деревня | →0        | Верхнеуфтюгское           |
| 110 | Заболотье             | деревня | 0         | Телеговское               |
| 111 | Завал                 | деревня | ↘32       | Черевковское              |
| 112 | Завасевская           | деревня | ↘4        | Верхнеуфтюгское           |
| 113 | Завотежица            | деревня | 3         | Телеговское               |
| 114 | Загуменье             | деревня | 3         | Телеговское               |
| 115 | Задвинская            | деревня | →0        | Верхнеуфтюгское           |
| 116 | Заовражье             | деревня | 0         | Телеговское               |
| 117 | Заозерская            | деревня | →0        | Верхнеуфтюгское           |
| 118 | Заполье               | деревня | 17        | Телеговское               |
| 119 | Заполье               | деревня | ↘3        | Черевковское              |
| 120 | Захаровская           | деревня | →0        | Белослудское              |
| 121 | Захаровская           | деревня | 6         | Пермогорское              |
| 122 | Звягинская            | деревня | ↗7        | Черевковское              |
| 123 | Зеховская             | деревня | 0         | Пермогорское              |
| 124 | Змигулево             | деревня | ↘1        | Верхнеуфтюгское           |
| 125 | Золотая Гора          | деревня | ↘6        | Черевковское              |
| 126 | Золотиловская         | деревня | ↘4        | Белослудское              |
| 127 | Ивакинская            | деревня | ↘2        | Белослудское              |
| 128 | Ивановская            | деревня | →0        | Верхнеуфтюгское           |
| 129 | Ивлевская             | деревня | →0        | Алексеевское              |
| 130 | Ившинская             | деревня | ↘13       | Черевковское              |
| 131 | Игнатовская           | деревня | 66        | Телеговское               |
| 132 | Изосимово             | деревня | ↘5        | Белослудское              |
| 133 | Ильинская             | деревня | 52        | Телеговское               |
| 134 | Исаково               | деревня | →0        | Верхнеуфтюгское           |
| 135 | Калинка-Гридинская    | деревня | ↗92       | Алексеевское              |
| 136 | Калиновская           | деревня | 2         | Пермогорское              |
| 137 | Карповская            | деревня | →0        | Белослудское              |
| 138 | Карповская            | деревня | ↘8        | Черевковское              |
| 139 | Кикиморовская         | деревня | →0        | Верхнеуфтюгское           |
| 140 | Кичайкино             | деревня | 0         | Телеговское               |
| 141 | Кичайкинская          | деревня | ↗82       | Алексеевское              |
| 142 | Козицинская           | деревня | ↘0        | Алексеевское              |
| 143 | Козулинская           | деревня | ↘41       | Черевковское              |
| 144 | Кокуй                 | деревня | →0        | Верхнеуфтюгское           |
| 145 | Кокуй                 | деревня | 3         | Телеговское               |
| 146 | Комарово              | посёлок | ↘417      | Куликовское               |
| 147 | Комсомольский         | посёлок | ↘207      | Алексеевское              |
| 148 | Кондратовская         | деревня | →0        | Алексеевское              |
| 149 | Кондратовская         | деревня | 2         | Телеговское               |
| 150 | Константиново         | деревня | ↘12       | Верхнеуфтюгское           |
| 151 | Коровинская           | деревня | ↘2        | Алексеевское              |
| 152 | Красавино             | деревня | ↗2        | Белослудское              |
| 153 | Красная Веретья       | деревня | ↘2        | Черевковское              |
| 154 | Красноборск           | село    | ↘4015     | Алексеевское              |
| 155 | Кривцовская           | деревня | ↘4        | Верхнеуфтюгское           |
| 156 | Кузнецово             | деревня | ↘2        | Белослудское              |
| 157 | Кузнецово             | деревня | 9         | Телеговское               |
| 158 | Кулига                | деревня | ↗3        | Верхнеуфтюгское           |
| 159 | Куликово              | деревня | ↘22       | Куликовское               |
| 160 | Куликово              | посёлок | ↘679      | Куликовское               |
| 161 | Куликовская           | деревня | →0        | Алексеевское              |
| 162 | Курбатовская          | деревня | →0        | Алексеевское              |
| 163 | Курорт «Солониха»     | деревня | 98        | Телеговское               |
| 164 | Куртяевская           | деревня | ↘12       | Черевковское              |
| 165 | Кучковская            | деревня | ↘0        | Черевковское              |
| 166 | Лежакино              | деревня | 3         | Телеговское               |
| 167 | Леонтьевская          | деревня | ↘5        | Черевковское              |
| 168 | Лисицинская           | деревня | 0         | Пермогорское              |
| 169 | Лукинская             | деревня | ↘10       | Черевковское              |
| 170 | Лукинская-2           | деревня | 0         | Телеговское               |
| 171 | Ляпуново              | деревня | →0        | Верхнеуфтюгское           |
| 172 | Ляпуновская 1-я       | деревня | →0        | Алексеевское              |
| 173 | Ляпуновская 3-я       | деревня | ↘1        | Алексеевское              |
| 174 | Ляховская             | деревня | 9         | Черевковское              |
| 175 | Мавринская            | деревня | ↘0        | Верхнеуфтюгское           |
| 176 | Максимовская          | деревня | ↘12       | Алексеевское              |
| 177 | Максимовская          | деревня | ↗31       | Алексеевское              |
| 178 | Максимовская          | деревня | ↘5        | Черевковское              |
| 179 | Маланья               | деревня | →0        | Верхнеуфтюгское           |
| 180 | Малая                 | деревня | ↗2        | Верхнеуфтюгское           |
| 181 | Малая Воронцовская    | деревня | 2         | Пермогорское              |
| 182 | Малая Иховалжа        | деревня | ↘0        | Куликовское               |
| 183 | Малая Крапивинская    | деревня | ↘2        | Верхнеуфтюгское           |
| 184 | Малая Наговицинская   | деревня | 2         | Телеговское               |
| 185 | Малая Пихтовица       | деревня | ↘2        | Алексеевское              |
| 186 | Малая Сверчевская     | деревня | 0         | Пермогорское              |
| 187 | Малая Слудка          | деревня | ↘6        | Белослудское              |
| 188 | Малетино              | деревня | ↗2        | Верхнеуфтюгское           |
| 189 | Малое Петраково       | деревня | ↘5        | Верхнеуфтюгское           |
| 190 | Мальчевская           | деревня | →0        | Алексеевское              |
| 191 | Мануиловская          | деревня | →58       | Алексеевское              |
| 192 | Марковская            | деревня | 42        | Телеговское               |
| 193 | Мартьяновская         | деревня | 1         | Пермогорское              |
| 194 | Масленниково          | деревня | ↘6        | Верхнеуфтюгское           |
| 195 | Микшино               | деревня | ↘2        | Верхнеуфтюгское           |
| 196 | Митинская             | деревня | ↘17       | Белослудское              |
| 197 | Михалевская           | деревня | ↘3        | Черевковское              |
| 198 | Мичкинская            | деревня | →0        | Верхнеуфтюгское           |
| 199 | Монастырская Пашня    | деревня | 213       | Телеговское               |
| 200 | Мордановская          | деревня | ↗35       | Алексеевское              |
| 201 | Мошкинская            | деревня | 3         | Пермогорское              |
| 202 | Муравинская           | деревня | ↗9        | Черевковское              |
| 203 | Мякишева Слободка     | деревня | 0         | Телеговское               |
| 204 | Нагорье               | деревня | 13        | Телеговское               |
| 205 | Нагорье               | деревня | ↘12       | Черевковское              |
| 206 | Наезжая Пашня         | деревня | →0        | Белослудское              |
| 207 | Насоновская           | деревня | ↘0        | Верхнеуфтюгское           |
| 208 | Наумовская            | деревня | ↘13       | Черевковское              |
| 209 | Наумцево              | деревня | ↘16       | Черевковское              |
| 210 | Некрасовская          | деревня | →0        | Алексеевское              |
| 211 | Нестеровская          | деревня | 0         | Пермогорское              |
| 212 | Нижняя                | деревня | ↘0        | Верхнеуфтюгское           |
| 213 | Нижняя Анисимовская   | деревня | ↘12       | Черевковское              |
| 214 | Нижняя Давыдовская    | деревня | ↘65       | Черевковское              |
| 215 | Никольская            | деревня | →0        | Верхнеуфтюгское           |
| 216 | Никоново              | деревня | →0        | Верхнеуфтюгское           |
| 217 | Никулинская           | деревня | ↘1        | Алексеевское              |
| 218 | Никулинская           | деревня | 13        | Пермогорское              |
| 219 | Новая Роспашь 1-я     | деревня | 0         | Телеговское               |
| 220 | Новая Роспашь 2-я     | деревня | 24        | Телеговское               |
| 221 | Новинки               | деревня | →0        | Белослудское              |
| 222 | Новоандреевская       | деревня | ↘4        | Верхнеуфтюгское           |
| 223 | Новостройка           | деревня | ↘2        | Алексеевское              |
| 224 | Новошино              | деревня | ↘10       | Алексеевское              |
| 225 | Новошинская           | деревня | 2         | Пермогорское              |
| 226 | Носыревская           | деревня | ↘15       | Черевковское              |
| 227 | Обчее                 | деревня | →3        | Алексеевское              |
| 228 | Овинцево              | деревня | ↘2        | Верхнеуфтюгское           |
| 229 | Овсянниковская        | деревня | ↗76       | Черевковское              |
| 230 | Окуловская            | деревня | →0        | Белослудское              |
| 231 | Окуловская            | деревня | 4         | Пермогорское              |
| 232 | Омутинская            | деревня | ↘6        | Куликовское               |
| 233 | Осоргинская           | деревня | ↗27       | Черевковское              |
| 234 | Осташевская           | деревня | ↘1        | Алексеевское              |
| 235 | Осташевский Починок   | деревня | 1         | Телеговское               |
| 236 | Относная              | деревня | ↘1        | Белослудское              |
| 237 | Патинская             | деревня | →0        | Верхнеуфтюгское           |
| 238 | Пахомовская           | деревня | 0         | Пермогорское              |
| 239 | Пахомовская           | деревня | ↘14       | Черевковское              |
| 240 | Перекоп               | деревня | →0        | Верхнеуфтюгское           |
| 241 | Пифелево              | деревня | ↘5        | Белослудское              |
| 242 | Плакуново             | деревня | ↘0        | Белослудское              |
| 243 | Плосская              | деревня | →0        | Верхнеуфтюгское           |
| 244 | Погорелово            | деревня | →0        | Алексеевское              |
| 245 | Погореловская         | деревня | ↘3        | Верхнеуфтюгское           |
| 246 | Подберезная           | деревня | ↗46       | Алексеевское              |
| 247 | Подберезничье         | деревня | 0         | Телеговское               |
| 248 | Подол                 | деревня | ↘7        | Верхнеуфтюгское           |
| 249 | Пономаревская         | деревня | ↘31       | Черевковское              |
| 250 | Поповская             | деревня | →5        | Куликовское               |
| 251 | Придворные Места      | деревня | 3         | Пермогорское              |
| 252 | Проймачевская         | деревня | →4        | Алексеевское              |
| 253 | Пронинская            | деревня | ↘0        | Алексеевское              |
| 254 | Путятинская           | деревня | ↘2        | Алексеевское              |
| 255 | Радионовская          | деревня | ↗9        | Алексеевское              |
| 256 | Рассохинская          | деревня | ↘2        | Алексеевское              |
| 257 | Романиха              | деревня | →0        | Белослудское              |
| 258 | Романцево             | деревня | →27       | Черевковское              |
| 259 | Савельевская          | деревня | →0        | Черевковское              |
| 260 | Савинская             | деревня | ↘18       | Черевковское              |
| 261 | Савинская             | деревня | ↘23       | Черевковское              |
| 262 | Сакулинская           | деревня | ↘174      | Черевковское              |
| 263 | Саулинская            | деревня | ↘1        | Алексеевское              |
| 264 | Саулинская            | деревня | →0        | Белослудское              |
| 265 | Сафоново              | деревня | 0         | Пермогорское              |
| 266 | Свистуновская         | деревня | ↘52       | Черевковское              |
| 267 | Семёновская           | деревня | ↗10       | Алексеевское              |
| 268 | Семёновская           | деревня | ↘12       | Черевковское              |
| 269 | Семунинская           | деревня | ↘1        | Белослудское              |
| 270 | Сенькинская           | деревня | ↘2        | Белослудское              |
| 271 | Сенькинская           | деревня | ↘0        | Верхнеуфтюгское           |
| 272 | Сидоровская           | деревня | ↘0        | Белослудское              |
| 273 | Синцовская            | деревня | 0         | Пермогорское              |
| 274 | Ситковская            | деревня | ↘25       | Черевковское              |
| 275 | Слободка при Озерке   | деревня | ↘6        | Верхнеуфтюгское           |
| 276 | Среднее Шипицыно      | деревня | →0        | Белослудское              |
| 277 | Степановская          | деревня | ↗2        | Алексеевское              |
| 278 | Степановская          | деревня | →0        | Белослудское              |
| 279 | Степановская          | деревня | ↘10       | Черевковское              |
| 280 | Стрелинская           | деревня | ↘42       | Черевковское              |
| 281 | Строкинская           | деревня | 2         | Телеговское               |
| 282 | Суковесовская         | деревня | ↗3        | Белослудское              |
| 283 | Суслоновская          | деревня | ↘10       | Черевковское              |
| 284 | Сысоевская            | деревня | ↘4        | Черевковское              |
| 285 | Тарасовская           | деревня | 1         | Телеговское               |
| 286 | Тарново               | деревня | →4        | Черевковское              |
| 287 | Телеговский Починок   | деревня | 2         | Телеговское               |
| 288 | Терехино              | деревня | ↘1        | Верхнеуфтюгское           |
| 289 | Тереховская           | деревня | ↘5        | Черевковское              |
| 290 | Тимошинская           | деревня | ↘3        | Верхнеуфтюгское           |
| 291 | Тимошинская           | деревня | ↘16       | Черевковское              |
| 292 | Титовский Починок     | деревня | 36        | Телеговское               |
| 293 | Толша 1-я             | деревня | ↘47       | Белослудское              |
| 294 | Толша 2-я             | деревня | ↘3        | Белослудское              |
| 295 | Топса                 | деревня | ↘2        | Верхнеуфтюгское           |
| 296 | Торховская            | деревня | 4         | Пермогорское              |
| 297 | Труфановский Починок  | деревня | ↘28       | Черевковское              |
| 298 | Тюкари                | деревня | ↘2        | Черевковское              |
| 299 | Тюшевская             | деревня | 0         | Пермогорское              |
| 300 | Ульяновская           | деревня | →0        | Верхнеуфтюгское           |
| 301 | Ульяновская           | деревня | ↘10       | Черевковское              |
| 302 | Устиновская           | деревня | 0         | Пермогорское              |
| 303 | Усть-Канза            | деревня | 7         | Телеговское               |
| 304 | Федоровская           | деревня | ↘5        | Белослудское              |
| 305 | Федотовская           | деревня | ↘2        | Алексеевское              |
| 306 | Ферма № 2             | деревня | ↗15       | Алексеевское              |
| 307 | Филинская             | деревня | 0         | Пермогорское              |
| 308 | Филипповская          | деревня | ↘4        | Черевковское              |
| 309 | Филипповская 1-я      | деревня | →0        | Черевковское              |
| 310 | Фоминская             | деревня | ↘5        | Белослудское              |
| 311 | Фоминская             | деревня | 0         | Пермогорское              |
| 312 | Фоминская             | деревня | ↘19       | Черевковское              |
| 313 | Фоминская             | деревня | ↘54       | Черевковское              |
| 314 | Фроловская            | деревня | ↘441      | Алексеевское              |
| 315 | Хаминская             | деревня | →0        | Верхнеуфтюгское           |
| 316 | Харино                | деревня | →44       | Черевковское              |
| 317 | Холмовская            | деревня | →0        | Верхнеуфтюгское           |
| 318 | Холмовская            | деревня | ↘5        | Черевковское              |
| 319 | Цивозерский Погост    | деревня | ↘2        | Белослудское              |
| 320 | Чакурья               | деревня | →0        | Верхнеуфтюгское           |
| 321 | Чаща                  | деревня | ↘8        | Верхнеуфтюгское           |
| 322 | Чащинская 1-я         | деревня | ↘11       | Алексеевское              |
| 323 | Чебыкинская Слободка  | деревня | 11        | Телеговское               |
| 324 | Черевково             | село    | ↘1005     | Черевковское              |
| 325 | Череменинская         | деревня | ↘12       | Черевковское              |
| 326 | Чупровская            | деревня | →0        | Белослудское              |
| 327 | Шадрино               | деревня | ↘6        | Алексеевское              |
| 328 | Шалаевская            | деревня | ↗16       | Черевковское              |
| 329 | Шелкудиновская        | деревня | →0        | Черевковское              |
| 330 | Шестаковская          | деревня | ↘0        | Верхнеуфтюгское           |
| 331 | Шичуга                | деревня | →7        | Верхнеуфтюгское           |
| 332 | Школьный Посёлок      | деревня | 23        | Телеговское               |
| 333 | Щелкановская          | деревня | 2         | Пермогорское              |
| 334 | Щелье                 | деревня | ↘4        | Верхнеуфтюгское           |
| 335 | Щелякинская           | деревня | 0         | Пермогорское              |
| 336 | Якимовская            | деревня | ↘3        | Белослудское              |
| 337 | Якушевская            | деревня | 1         | Пермогорское              |
| 338 | Якушевская            | деревня | ↘1        | Черевковское              |
| 339 | Якушино               | деревня | →0        | Алексеевское              |
| 340 | Якшаково              | деревня | ↘1        | Верхнеуфтюгское           |

## Транспорт
Расстояние от Красноборска до ближайшей железнодорожной станции — 55 км.
Главная автомобильная дорога в районе «Архангельск—Красноборск—Котлас».
В районе организованно регулярное автотранспортное сообщение,— пассажирские перевозки осуществляются муниципальным предприятием «Красноборское АТП» и индивидуальными предпринимателями.

## Экономика

### Лесопользование и лесопереработка

#### Лесопользование
1. филиал ОГУ Архангельское управление сельскими лесами
2. ОГУ «Красноборский лесхоз»

#### Лесозаготовка и деревообработка
1. ООО «Комарово КЦБК»
2. ООО «Красноборск-лес»
3. ООО «Лесная компания»
4. ИП Кувин, ИП Кувакин, ИП Чижов, ИП Кошелев, ИП Торопов, ИП Брызгалов

### Пищевая промышленность
1. ООО «Маслодельный завод „Красноборский“»
2. ООО «Хлеб Черевково»
3. ООО «Двина»
4. ООО «Красноборский ОРС»
5. ИП Карачева, ИП Руснак (кондитерские изделия), ИП Белугин, ИП Савкин, ИП Ершова.

### Предприятия
- дорожно-ремонтное стройуправление.

### Сельское хозяйство
- Мясо-молочное животноводстве, производство картофеля и овощей.

хозяйства:
1. «Росток» (с. Черевково)
2. «Дружба» (с. Большая Слуда)
3. «Ляховское», «Уфтюга», «Искра» (с. Пермогорье)
4. «Вотежица» (д. Малая Пашня)

### Санаторий «Солониха»
Находится в восьми километрах от села Красноборск, в сосновом бору в долине реки Евда, в 3 км от автодороги «Архангельск—Красноборск—Котлас» и в 60 км от Северной железной дороги.
Инициатором создания курорта «Солониха» был художник А. А. Борисов, усадьба которого располагалась в 3 километрах от источника минеральной воды «Солониха». В 1918 году А. А. Борисов для создания курорта заручился поддержкой наркома здравоохранения Н. А. Семашко и в этом же году сделал проект спального корпуса будущего санатория. В 1920 году А. А. Борисову у местных властей в Красноборске удалось добиться отмежевания 27 десятин земли под строительство курорта. За два года были приобретены 8 чугунных ванн и необходимое количество труб, организована прокладка 3-х километровой грунтовой дороги от тракта до будущего санатория. Строительство водогрязелечебницы началось в мае 1922 года. Курорт «Солониха» был открыт 27 июля 1922 года. Первое время отдыхающие проживали в домах местных жителей деревень Лукинская, Игнатовская и Пенье. А. А. Борисов был заведующим строительством и первым директором санатория, в строительство вложил немало личных средств. Для осуществления лечебной работы им была приглашена врач Динара Александровна Фабрикант. Инициатива назвать курорт по одноимённому источнику принадлежит самому художнику. Пять лет А. А. Борисов занимался строительством спального корпуса по своему проекту и широкой деревянной лестницы от корпуса к водогрязелечебнице. Двухэтажный спальный корпус был введён в эксплуатацию в 1927 году. А. А. Борисов патронировал здравницу до своей смерти в 1934 году. Во время Великой Отечественной войны в «Солонихе» размещался эвакуированный из Архангельска Дом ребёнка. С 1944 года курорт стал функционировать как дом-отдыха, позднее как детский летний лагерь, затем, как круглогодичный бальнеогрязевой курорт.

## Образование
МОУ «Красноборская средняя общеобразовательная школа».
Адрес: 165430, РФ, Архангельская обл., с. Красноборск, ул. Плакидина д. 26.

## Известные уроженцы
- Александр Борисов — русский художник.
- Павел Опякин — советский военачальник, генерал-майор.

## Достопримечательности
- Красноборский историко-мемориальный и художественный музей[36]
- Дом художника А. А. Борисова, архитектурный и мемориальный памятник в деревне Городищенская, здесь создан музейно-культурный центр «Дом-усадьба художника А. А. Борисова» — филиал Государственного Музейного Объединения «Художественная культура Русского Севера».
- Церковь Дмитрия Солунского в селе Верхняя Уфтюга
- «Столица Белого гриба» — д. Белая Слуда, в 2007 здесь прошёл первый «праздник Белого гриба», товарный же знак «Красноборск — столица Белого гриба»[37]
- Шиловский заказник

См. также: Список объектов культурного наследия Красноборского района // Викисклад